# 斯约克·尼斯肯
斯约克·尼斯肯（德語：Sjoeke Nüsken，2001年1月22日—），德国女子足球运动员，场上位置是中场，2024年歐洲女子國家聯賽決賽圈季軍得主、2024年夏季奥林匹克运动会女子铜牌得主。